# Гравдал
Гравдал (норв. Gravdal) — деревня в коммуне Вествогёй в фюльке Нурланн, расположена на острове Вествогёй, входящем в состав архипелага Лофотен на севере Норвегии (за Полярным кругом). Население деревни в 2009 году составляло 1 559 жителей. Деревня расположена в географическом центре Лофотенских островов на берегу моря в заливе Букснес, на расстоянии около 72 км на запад от Свольвера и 63 км на восток от города О. Больница Лофотена и Рыболовецкая школа Нурланна находятся в Гравдале.

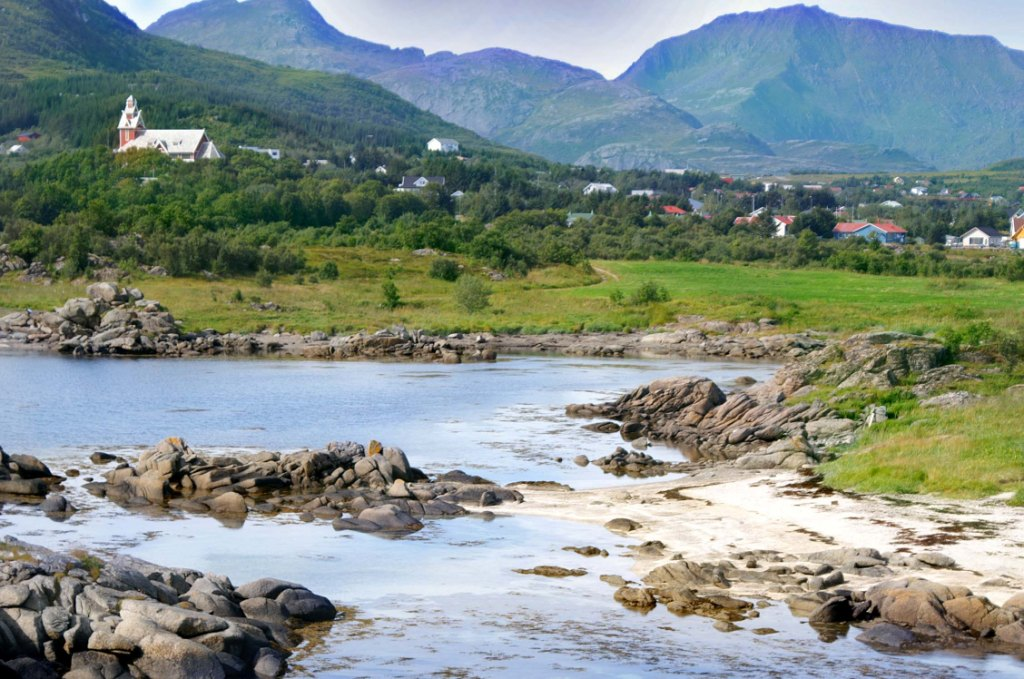
Гравдал

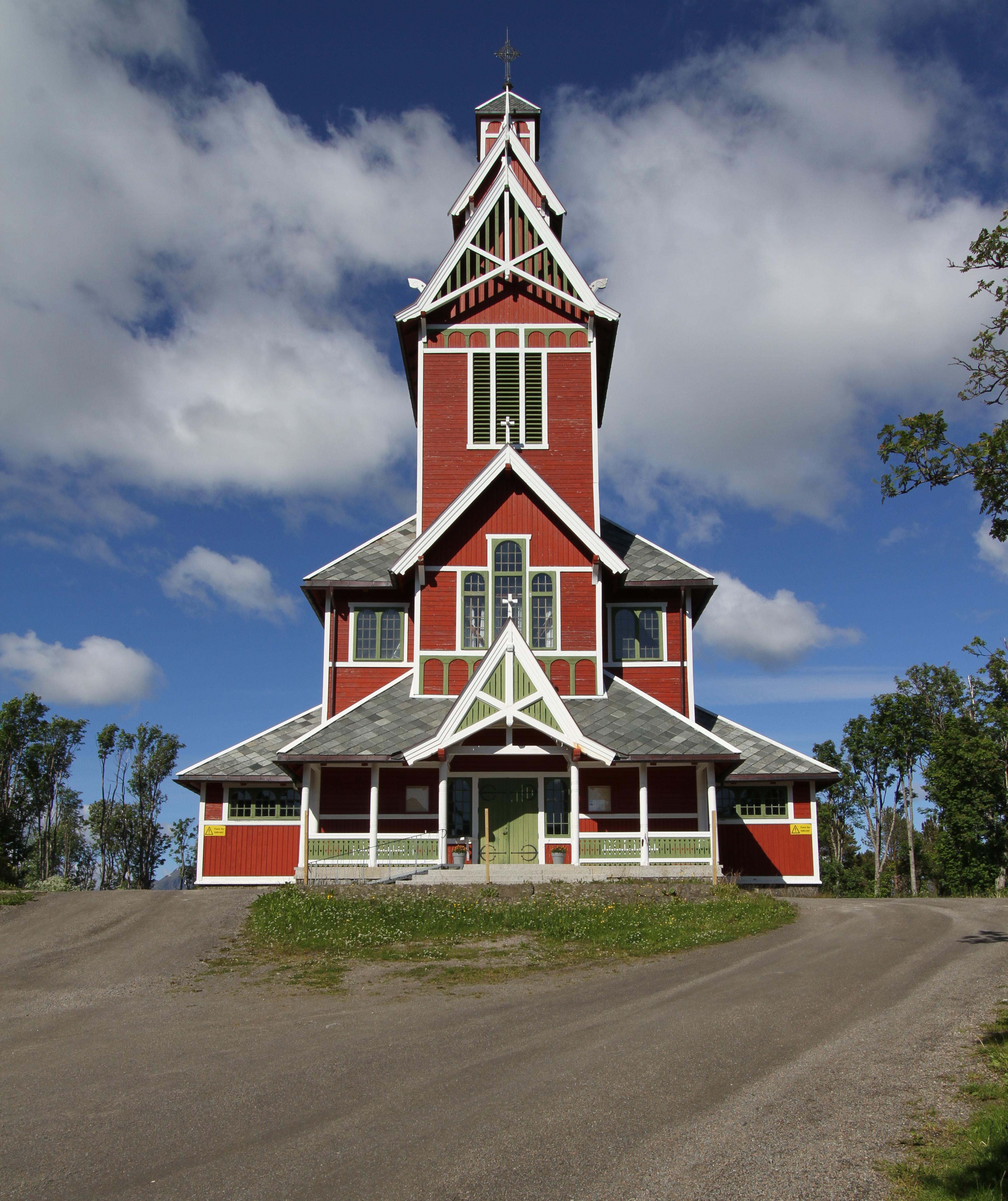

Гравдал, также имеющий большую плотность населения, является небольшим торговым центром острова. На территории деревни располагались 4 различных продуктовых магазина, почта, банк, бутик, мебельный магазин, цветочный магазин, архитектурное бюро, гостиница, кинотеатр и ресторан быстрого питания. В настоящее время остался только один продуктовый магазин, после того как соседний город Лекнес стал административным и торговым центром коммуны.
Однако, в Гравдале до сих пор остаются детский сад, начальная школа, боулинг, парикмахерская, солярий и наиболее популярный ночной клуб острова Titanic Dancing.
Уже более 100 лет старая церковь Букснес, которая была построена в 1905 году, является популярной туристической достопримечательностью, привлекая тысячи туристов каждый год.
Одним из самых известных людей, когда-либо посещавших Гравдал являлся Его Королевское Величество Король Хокон VII, посетивший деревню в 1950 году.
Гравдал является очень популярным местом для отдыха детей, потому что на его территории расположены маленький пляж, океан, горы, несколько футбольных полей, баскетбольная площадка и гимнастический зал с гандбольной площадкой.